# Mustafà Khan (Xirvan)
Mustafà Khan Sarkar Xancobanlı (+ 17 de setembre de 1844) fou el darrer kan de Xirvan.

## Vida
Mustafa Khan, fill d'Aghasi Khan va néixer a Shamakha. Després de posar una gran part de la seva vida com refugiat, va aconseguir el tron el 1792. Els exèrcits russos dirigits per Valerian Zubov, que venien de Derbent, amb trenta mil homes, van entrar al kanat i van permetre al seu cosí i rival Qasim Khan ocupar breument el poder. Els russos es van establir a Agsu però se'n van retirar (1796) a la mort de Catalina la Gran de Rússia i l'adveniment del seu fill Pau I de Rússia.
Mustafa Khan va ocupar el poder des 1792 a 1820, és a dir va estar 28 anys en el poder a Xirvan. El 3 d'octubre de 1804 els russos van atacar el kanat. El 9 de maig de 1805 els kanats de Karabagh i Shaki van signar la pau amb Rússia. Mustafà Khan tractava d'evitar la submissió i es va fer fort al castell de Fitdag però finalment es va avenir a negociar i el 25 de desembre de 1805 en un acte al peu de la muntanya Fit, Mustafà va acceptar el poder del tsar rus i va rebre el rang de Tinent General.
El governador del Caucas A. R. Ermolov (1816-1827) va dirigir una política agressiva envers els kanats. Mustafà fou acusat de preparar una rebel·lió i va haver de fugir del país i els russos van abolir el kanat el 19 d'agost de 1820. La família es va traslladar a l'Iran amb 200 genets creuant el riu Kura. Les seves propietats foren confiscades i només va conservar les possessions de la seva dona Fàtima (filla d'Huseyn Khan de Shaki). Es va crear la província de Shirvan. Fàtima va retornar més tard i el 1810 vivia a un poble propietat seva amb la consideració dels notables. Mustafà va servir a Pèrsia el 1825, ja que el tsar no va permetre la reconstitució del kanat. El 1826 els qajars van atacar Shamakha i van restaurar el kanat però el 1827 el tractat de Turkmantxai va ratificar el domini rus a la zona; Mustafà va passar la resta de la seva vida a Araz on va morir el 1844; va ser enterrat en una tomba del complex funerari de Yeddigunbəz.

## família
Mustafa Khan es va casar cinc vegades i entre les seves esposes cal esmentar un princesa filla de Muganli Məmməd Salah Pərcahan, kan de Talysh (la primera el 1789), a la seva concubina Jasmina, a una dama georgiana i a Fàtima filla de Huseyn Khan de Shaki. Entre els fills: 
Teimuraz Beg (1794-1842), Aligulu Beg (1798-1835), Mustafa Khan (1803-1847), Javad Khan (1809-?), Allahgulu Beg (1813-1870), Aga Khan (1818-?) Mehmet Khan (1820-?), Suleiman Khan (1820-1867) Azad Khan (1826-1863), Hidayat Khan (1827-?) i Karim Khan (1828-1862).